# Azuga
Azuga es una ciudad de Rumania en el distrito de Prahova.

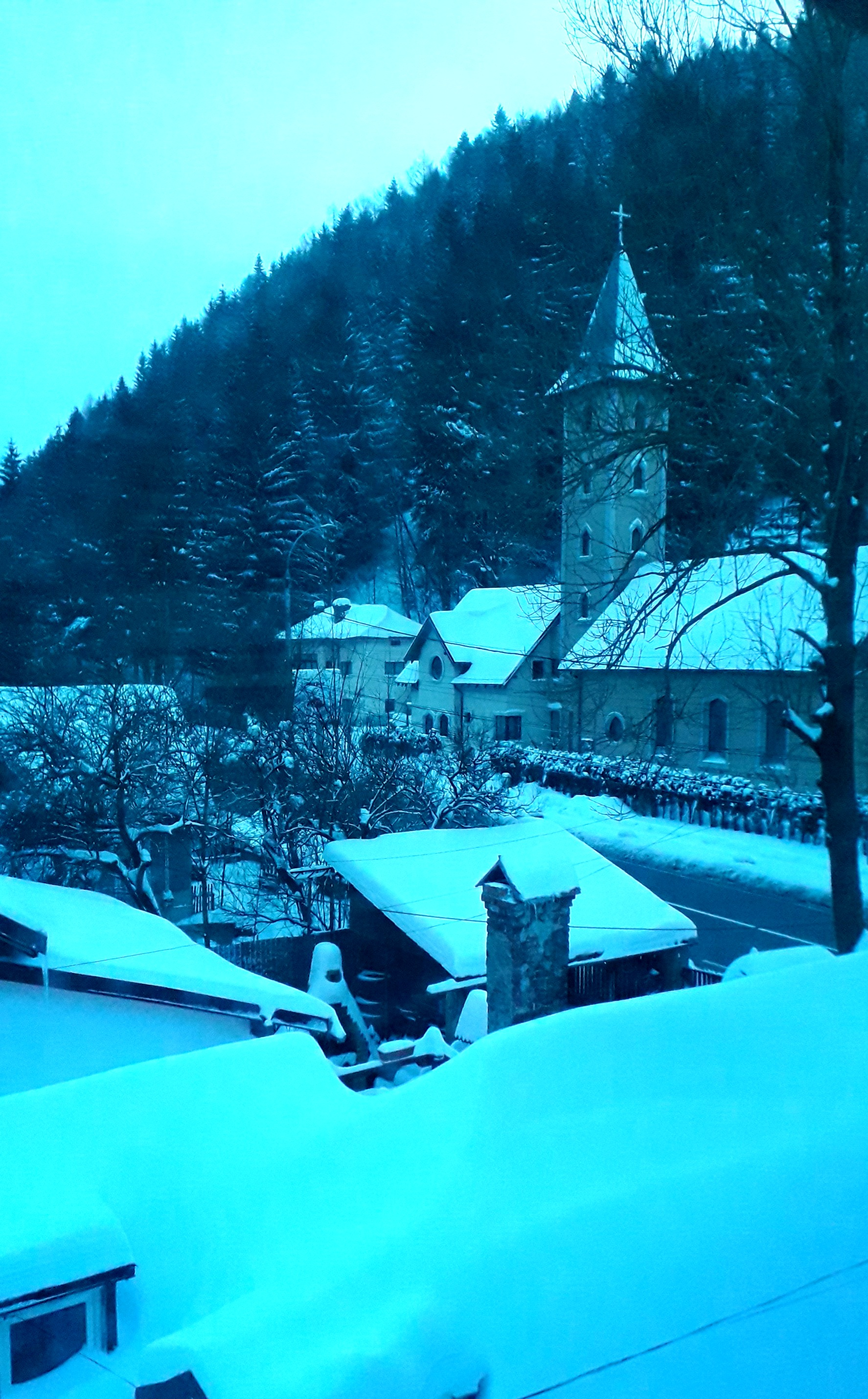
Azuga. Prahova. Febrero 23

## Geografía
Se encuentra a una altitud de 948 m s. n. m. a 138 km de la capital, Bucarest.

## Demografía
Según estimación 2012 contaba con una población de 4 711 habitantes.
| 1948 | 1956  | 1966  | 1977  | 1992  | 2002  | 2012  |
| s/d  | 3 732 | 4 808 | 5 397 | 6 487 | 5 213 | 4 711 |

## Imágenes

Modelo generado por computadora en 3D, del valle donde se encuentra la ciudad.